# Hoffmannia hondurensis
Hoffmannia hondurensis är en måreväxtart som beskrevs av Paul Carpenter Standley. Hoffmannia hondurensis ingår i släktet Hoffmannia och familjen måreväxter. Inga underarter finns listade i Catalogue of Life.